# Pro-cathédrale

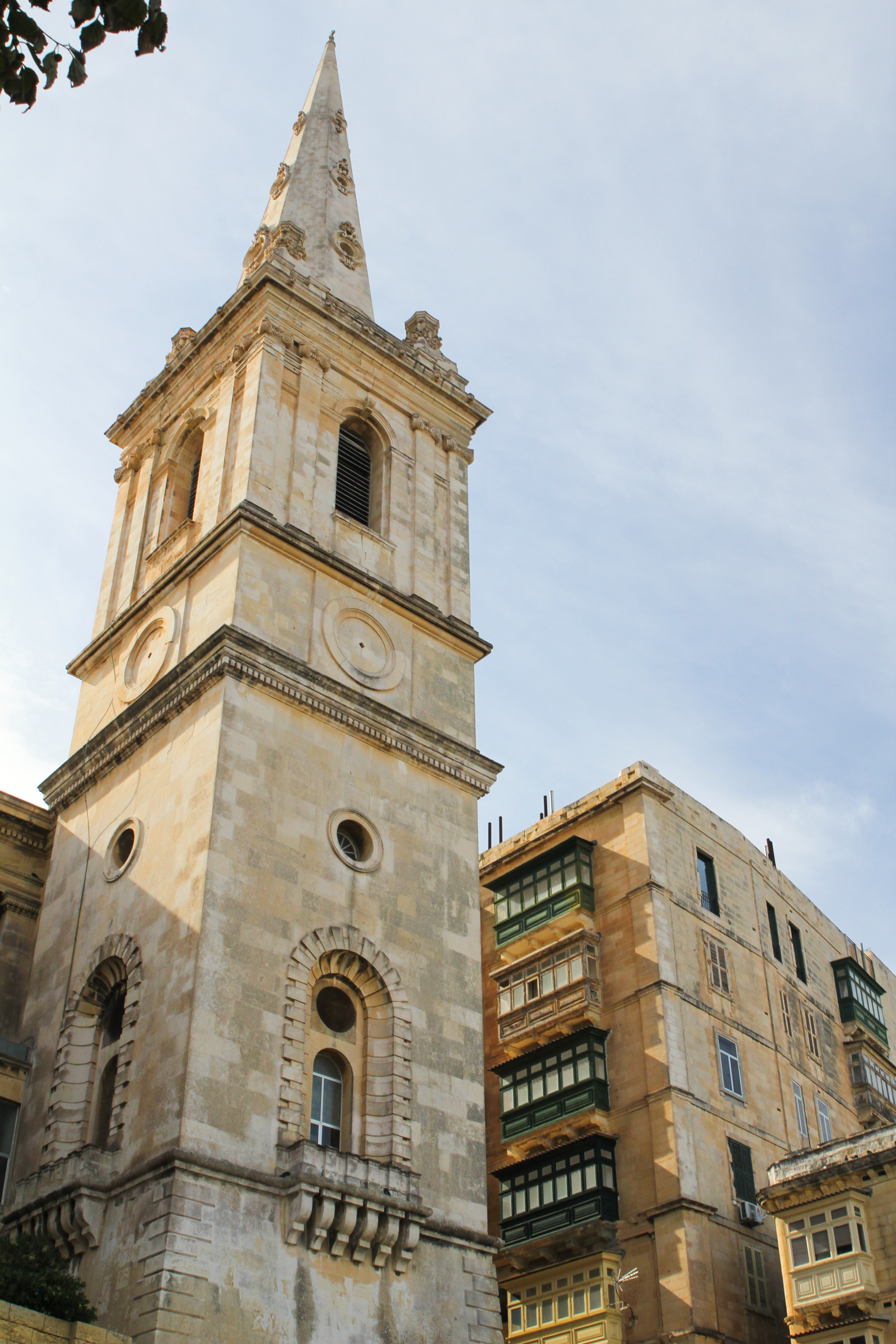
Pro-cathédrale Saint-Paul de La Valette en 2015, Malte.

Une pro-cathédrale est une église paroissiale qui, bien que n'ayant pas le statut d'église épiscopale, est destinée à accueillir l'évêque d'un diocèse. Elle sert donc temporairement de cathédrale ou de cocathédrale. Elle joue le même rôle dans les juridictions  missionnaires catholiques non habilitées à avoir une cathédrale, telles que les préfectures apostoliques ou les administrations apostoliques.

## Pro-cathédrales célèbres
- Pro-cathédrale Sainte-Marie de Dublin
- Pro-cathédrale Saint-Paul de La Valette
- Pro-cathédrale de la Sainte-Trinité de Bruxelles
- Pro-cathédrale Sainte-Marie de Bastia
- Pro-cathédrale Saint-Jean-Baptiste de Calvi
- Pro-cathédrale Notre-Dame-en-Saint-Melaine de Rennes
- Pro-cathédrale Saint-François à Tripoli (Libye)